# Uptar
Uptar – osiedle typu miejskiego w Rosji, w obwodzie magadańskim, położone przy Trakcie Kołymskim. W 2010 roku liczyło 1991 mieszkańców.